# DDR-Fußballmeisterschaft der Jugend 1955
Die DDR-Fußballmeisterschaft der Jugend 1955 war die 5. Auflage dieses Wettbewerbes, der vom Jugendausschuß der Sektion Fußball (DDR) durchgeführt wurde. Der Wettbewerb begann am 24. April 1955 mit der Vorrunde und endete am 7. August 1955 mit dem Titelgewinn des SC Chemie Halle-Leuna, in dem man im Finale gegen die BSG Einheit Treptow mit 5:0 gewann.

## Teilnehmende Mannschaften
An der DDR-Fußballmeisterschaft der Jugend (B-Jugend) für die Altersklasse (AK) 15/16 nahmen die Bezirksmeister der 14 Bezirke auf dem Gebiet der DDR sowie der Meister und Vizemeister aus Ost-Berlin teil. Spielberechtigt waren Spieler bis zum 16. Lebensjahr (Stichtag: 1. August 1938).
Folgende Mannschaften qualifizierten sich für die DDR-Fußballmeisterschaft der Jugend:
| - Bezirk Rostock BSG Motor Warnowwerft Warnemünde - Bezirk Schwerin BSG Einheit Güstrow - Bezirk Neubrandenburg BSG Empor Anklam - Bezirk Potsdam BSG Motor Süd Brandenburg - Ost-Berlin SG Lichtenberg 47 BSG Einheit Treptow (Vizemeister) | - Bezirk Frankfurt (Oder) BSG Lokomotive Frankfurt - Bezirk Magdeburg BSG Aufbau Börde Magdeburg – (zurückgezogen) BSG Lokomotive Stendal - Bezirk Halle SC Chemie Halle-Leuna - Bezirk Leipzig BSG Lok LVB Leipzig - Bezirk Cottbus SC Aktivist Brieske-Senftenberg | - Bezirk Dresden BSG Lokomotive Dresden - Bezirk Karl-Marx-Stadt BSG Wismut Stollberg - Bezirk Erfurt SC Turbine Erfurt - Bezirk Gera SC Motor Jena - Bezirk Suhl BSG Motor Sonneberg |

## Modus
Die Vorrunde wurde im K.-o.-System mit Hin- und Rückspielen ausgetragen. Konnte nach zwei Spielen kein Sieger ermittelt werden, kam es zu einem dritten Spiel auf neutralen Platz. Blieb auch dieses ohne Entscheidung, wurde der Sieger durch Losentscheid ermittelt. Die acht Vorrundensieger, sollten dann Anfang Juli in Görlitz während einer Meisterschaftswoche der Jugend den Meister ausspielen.
Mitte Juni entschieden das Präsidium der Sektion Fußball und die Mitglieder des Jugendausschusses aus finanziellen Gründen keine Meisterschaftswoche auszutragen.
Daraufhin wurde in einer Zwischenrunde in zwei Staffeln zu je vier Mannschaften nach territorialen Gesichtspunkten weitergespielt. In diesen, wurde nach dem Modus „Jeder gegen Jeden“ in einer einfachen Runde auf neutralen Plätzen die Teilnehmer für das Finale und dem Spiel um Platz 3 ermittelt.

## Vorrunde
| Datum                     |                                  | Gesamt |                           | Hinspiel | Rückspiel |
| ------------------------- | -------------------------------- | ------ | ------------------------- | -------- | --------- |
| So 24. April / So 08. Mai | SC Motor Jena                    | 2:1    | BSG Motor Süd Brandenburg | 1:1      | 1:0       |
| So 24. April / So 22. Mai | BSG Motor Warnowwerft Warnemünde | 3:3    | BSG Wismut Stollberg      | 1:1      | 2:2       |
| So 24. April / So 22. Mai | SC Turbine Erfurt                | 2:3    | BSG Einheit Treptow       | 1:0      | 1:3       |
| So 24. April / So 22. Mai | BSG Motor Sonneberg              | 1:4    | BSG Einheit Güstrow       | 0:1      | 1:3       |
| So 24. April / So 22. Mai | SC Aktivist Brieske-Senftenberg  | 2:2    | SG Lichtenberg 47         | 1:1      | 1:1       |
| So 24. April / So 22. Mai | BSG Lokomotive Dresden           | 10:10  | BSG Empor Anklam          | 8:0      | 2:1       |
| So 15. Mai / So 22. Mai   | SC Chemie Halle-Leuna            | 5:0    | BSG Lokomotive Frankfurt  | 2:0      | 3:0       |
| So 22. Mai / –            | BSG Lokomotive Stendal           | a      | BSG Lok LVB Leipzig       | 2:1      | entfiel   |

3. Spiel (neutraler Platz)
| Datum                  |                                  | Ergebnis |                      | Spielort |
| ---------------------- | -------------------------------- | -------- | -------------------- | -------- |
| So 12. Juni, 14:00 Uhr | BSG Motor Warnowwerft Warnemünde | :        | BSG Wismut Stollberg | Burg     |
| So 12. Juni, 14:45 Uhr | SC Aktivist Brieske-Senftenberg  | :        | SG Lichtenberg 47 b  | Cottbus  |

## Zwischenrunde

### Staffel I
Spiele
| Datum                  |                                  | Ergebnis |                                  | Spielort   |
| ---------------------- | -------------------------------- | -------- | -------------------------------- | ---------- |
| So 26. Juni, 14:30 Uhr | BSG Einheit Güstrow              | 0:2      | BSG Motor Warnowwerft Warnemünde | Schwerin   |
| So 26. Juni, 14:30 Uhr | SG Lichtenberg 47                | 0:1      | BSG Einheit Treptow              | Riesa      |
| Sa 03. Juli, 14:30 Uhr | BSG Motor Warnowwerft Warnemünde | 2:4      | BSG Einheit Treptow              | Halle      |
| So 03. Juli, 14:30 Uhr | BSG Einheit Güstrow              | 0:3      | SG Lichtenberg 47                | Dessau     |
| So 10. Juli, 14:30 Uhr | BSG Motor Warnowwerft Warnemünde | 2:1      | SG Lichtenberg 47                | Magdeburg  |
| So 10. Juli, 14:30 Uhr | BSG Einheit Güstrow              | c        | BSG Einheit Treptow              | Greifswald |

Abschlusstabelle
| Pl. | Mannschaft                       | Sp. | S | U | N | Tore    | Quote | Punkte |
| --- | -------------------------------- | --- | - | - | - | ------- | ----- | ------ |
| 1.  | BSG Einheit Treptow              | 3   | 3 | 0 | 0 | 005:200 | 2,50  | 06:0   |
| 2.  | BSG Motor Warnowwerft Warnemünde | 3   | 2 | 0 | 1 | 006:500 | 1,20  | 04:20  |
| 3.  | SG Lichtenberg 47                | 3   | 1 | 0 | 2 | 004:300 | 1,33  | 02:40  |
| 4.  | BSG Einheit Güstrow              | 3   | 0 | 0 | 3 | 000:500 | 0,00  | 0:60   |

### Staffel II
Spiele
| Datum                  |                        | Ergebnis |                        | Spielort |
| ---------------------- | ---------------------- | -------- | ---------------------- | -------- |
| So 26. Juni, 14:30 Uhr | SC Chemie Halle-Leuna  | 4:0      | BSG Lok LVB Leipzig    | Zeitz    |
| So 26. Juni, 14:30 Uhr | SC Motor Jena          | 1:3      | BSG Lokomotive Dresden | Wurzen   |
| So 03. Juli, 14:30 Uhr | SC Motor Jena          | 2:0      | SC Chemie Halle-Leuna  | Gera     |
| So 10. Juli, 14:30 Uhr | SC Motor Jena          | 2:2      | BSG Lok LVB Leipzig    | Meerane  |
| So 10. Juli, 14:30 Uhr | BSG Lokomotive Dresden | 0:2      | SC Chemie Halle-Leuna  | Wurzen   |
| So 17. Juli, 14:30 Uhr | BSG Lokomotive Dresden | 2:2      | BSG Lok LVB Leipzig    | Riesa    |

Entscheidungsspiel
| Datum                    |                        | Ergebnis |               | Spielort |
| ------------------------ | ---------------------- | -------- | ------------- | -------- |
| So 07. August, 14:30 Uhr | BSG Lokomotive Dresden | :        | SC Motor Jena | Halle    |

Abschlusstabelle
| Pl. | Mannschaft             | Sp. | S | U | N | Tore    | Quote | Punkte |
| --- | ---------------------- | --- | - | - | - | ------- | ----- | ------ |
| 1.  | SC Chemie Halle-Leuna  | 3   | 2 | 0 | 1 | 006:200 | 3,00  | 04:20  |
| 2.  | SC Motor Jena          | 3   | 1 | 1 | 1 | 005:500 | 1,00  | 03:30  |
| 3.  | BSG Lokomotive Dresden | 3   | 1 | 1 | 1 | 005:500 | 1,00  | 03:30  |
| 4.  | BSG Lok LVB Leipzig    | 3   | 0 | 2 | 1 | 004:800 | 0,50  | 02:40  |

## Spiel um Platz 3
Das Spiel fand in Ost-Berlin im Friedrich-Ludwig-Jahn-Sportpark statt.
| Datum                    |                                  | Ergebnis |               |
| ------------------------ | -------------------------------- | -------- | ------------- |
| So 14. August, 15:30 Uhr | BSG Motor Warnowwerft Warnemünde | 0:3      | SC Motor Jena |

## Finale
| Paarung               | BSG Einheit Treptow – SC Chemie Halle-Leuna |
| Ergebnis              | 0:5 (0:1) |
| Datum                 | Sonntag, 7. August 1955 |
| Stadion               | Stadion der Freundschaft, Gera |
| Zuschauer             | 2.000 |
| Schiedsrichter        | Hans Haack (Karl-Marx-Stadt) |
| Tore                  | 0:1 Loos (3.) 0:2 Gorges (33.) 0:3 Belger (36.) 0:4 Belger (45.) 0:5 Belger (53.) |
| BSG Einheit Treptow   | Kubis (45. Schmäu) – Pruß, Unglaube, Kaschte (41. Woitziske) – König, Neugebauer – Bigalke, Mischke, Cichocki, Schäfer, Nittmann                                                                         |
| SC Chemie Halle-Leuna | Kurt Fichtenau – Wolfgang Kitzel, Manfred Wilke, Klaus Schanz – Wolfgang Möritz, Manfred Rehnert – Peter Wolff, Wolfgang Gorges, Jürgen Belger, Wolfgang Bufsecke, Hans Loos Cheftrainer: Walter Schmidt |